# Radegast (Anhalt)
Pour les articles homonymes, voir Radegast.
Radegast est une petite ville allemande qui fait partie depuis 2010 de la commune de Südliches Anhalt, dans l'arrondissement d'Anhalt-Bitterfeld en Saxe-Anhalt. Elle se trouve à 13 kilomètres au sud de Köthen (Anhalt). Sa population était de 1187 habitants au 31 décembre 2008.

## Historique
L'endroit a été mentionné pour la première fois par écrit en 1244 et a reçu ses privilèges de ville et de marché en 1727. Radegast ne fait usage de son droit de ville que depuis 1852, et perd son statut de ville et de commune en 2010, lorsqu'elle est regroupée le 1er janvier 2010 avec la commune de Südliches Anhalt. Un loi du 1er juillet 2014 permet aux anciennes villes qui font partie d’une commune uniée d’utiliser le préfix Stadt avec ses noms. Depuis lors, on parle de Stadt Radegast.

## Personnalités
- Horst Caspar (1913-1952), acteur